# Parada Saara
A Parada Saara é uma das estações da Linha 2 do VLT Carioca, situada na praça da República, no Rio de Janeiro. A estação seguinte, no sentido Praia Formosa, é a Cristiano Ottoni/Pequena África, e no sentido contrário, é a Tiradentes. Foi nomeada desta forma, por estar próxima do centro comercial popular conhecido como Saara.
Inaugurada em 6 de fevereiro de 2017 com a presença do prefeito do Rio, Marcelo Crivella. Durante a primeira semana de funcionamento — como aconteceu com a Linha 1 — não houve cobrança de passagens. Apenas quatro estações entraram em funcionamento na linha 2: Praça XV, Colombo, Tiradentes e Saara. Funcionou como a estação terminal da Linha 2 até a inauguração da Parada Central em 21 de outubro do mesmo ano, abrindo a continuação da linha até o bairro do Santo Cristo.